# فليكن الله معنا سورينام
فليكن الله معنا، سورينام (بالهولندية: God zij met ons Suriname) هو النشيد الوطني لسورينام، اعتمد رسمياً من قبل الحكومة في 15 ديسمبر 1959. المقطع الأول ، كتب باللغة الهولندية في عام 1893 من قبل القس جيم هويكسترا، قبل أن يضاف المقطع الثاني بلهجة سرانان طونغو من قبل الشاعر ه.ف دو زيال (1916 ، 1975). الموسيقى التي نظمت عام 1876 لم تكن في البدء معدة لهذا الغرض.
| هولندية: | الترجمة العربية |
| --- | --- |
| God zij met ons Suriname Hij verheff'ons heerlijk land Hoe wij hier ook samen kwamen Aan zijn grond zijn wij verpand Werkend houden w'in gedachten Recht en waarheid maken vrij Al wat goed is te betrachten Dat geeft aan ons land waardij. | الله يكون مع سورينام ويرفع أرضنا الجميلة ليس مهما كيف جئنا معا نحن فداء لذراها عاملين سيبقى دوما في اعتبارنا العدل والحقيقة يصنعون الحرية وأن نقوم بكل ما هو جيد سيعطي قيمة لأرضنا |
| سرانان طونغو: | الترجمة العربية |
| Opo kondreman un opo! Sranangron e kari un. Wans' ope tata komopo Wi mu seti kondre bun. Stré de f'stré, wi no sa frede. Gado de wi fesiman. Eri libi te na dede Wi sa feti gi Sranan.                                                       | هبوا رجال الوطن، هبوا أرض سورينام تناديكم من حيث جاء أسلافنا علينا ان نهتم ببلادنا نحن لا نخشى القتال الله هو قائدنا حياتنا كلها حتى موتنا سنقاتل من أجل سورينام.                  |